# 脊髄視床路

頸髄レベルにおける断面。

脊髄視床路（せきずいししょうろ、英: spinothalamic tract）は脊髄から発している感覚伝導路である。痛覚、温度覚、触覚、圧覚といった情報を視床に伝達する。
脊髄視床路には、前脊髄視床路と外側脊髄視床路の2つがある。前脊髄視床路は、触覚と圧覚に関与する伝導路である。外側脊髄視床路は、痛覚と温度覚に関与する伝導路である。